# ОШ Александар Стојановић Црна Трава
ОШ „Александар Стојановић” у Црној Трави, једина је установа основног образовања на територији општине Црна Трава.
Основна школа „Александар Стојановић” поред матичне школе у самом општинском средишту, има и издвојена одељења у Састава Реци, Градској и Кривом Делу.